# 雷内多德拉韦加
雷内多德拉韦加，是西班牙卡斯蒂利亚-莱昂帕伦西亚省的一个市镇。 总面积22平方公里，总人口247人（2001年），人口密度11人/平方公里。